# 併合
併合（へいごう、英: Annexation）は、ある国家の領域の一部または全部を、合意に基づいて自国の領域とすること。領土の全部が併合されるとその国は消滅し、国民は併合国の国籍を取得する。主権の完全移行を伴わない占領や保護国・保護領化、租借とは区別される。政治の分野でいう併合は、離散的な分割の逆と捉えるか、連続的な分離の逆と捉えるかで含む範囲が異なる。類義語としては、統合・合併・統一・合体などがある。異なる目的の者が一緒になること。
武力を背景とした一方的な現状変更の場合、第三国が併合を違法且つ無効として承認せず、地図上では併合前の国境が用いられることもある。1968年のイスラエルによる東エルサレム併合や、1990年のイラクによるクウェート併合、2014年のロシアによるクリミア併合などでその例が見られる。
「併合」は、強い側の拡張主義や、強制的 / 片務的な意味合いが強いため、合併、合邦、統合、統一などといった用語に置き換えられることがある。
「併合」の語は、外務官僚の倉知鉄吉が韓国併合にあたり案出した造語で、韓国を完全に日本に吸収するという含意を持ちながら、しかも「併呑」のような侵略的ニュアンスを避けるために考案した。

## 併合の例（国際的に認められていないものも含む）

### 第二次世界大戦以後
- ウクライナ南東部

2022年9月にドネツィク州とルハーンシク州とザポリージャ州とヘルソン州がロシアに編入。詳細はロシアによるウクライナ4州の併合宣言を参照。
- クリミア

2014年3月にクリミア自治共和国とセヴァストポリがロシアに編入。詳細はロシアによるクリミアの併合を参照。
- ドイツ民主共和国

1990年10月3日にドイツ民主共和国が解体され、5つの州としてドイツ連邦共和国に編入。詳細はドイツ再統一を参照。
- クウェート

1990年8月にクウェートがイラクに併合され、カズィマ州と改称させられたが、米国を中心とする多国籍軍がイラクを撃退（湾岸戦争）し、再度独立を回復した。
- 東ティモール

1976年7月17日にインドネシアが東ティモールを併合して第27州とするが国連・ポルトガルが容認せず、また独立派のゲリラにより紛争になる。1999年には国連の協議の下で、インドネシアとポルトガルが併合に同意したが紛争が続く。2002年に独立。
- 西サハラ

1975年にスペイン領であった西サハラがモロッコに併合。国際的には承認されず、また反モロッコのポリサリオ戦線が併合に抵抗する。1991年から国連の平和維持活動が始まったが紛争は解消していない。
- エルサレム

1967年第三次中東戦争でのイスラエルの占領区域のうちエルサレム東部が併合される。ヨルダン川西岸地区・ガザおよびゴラン高原のイスラエルによる法的位置付けは、占領地のままとされる。
- ゴア

1961年にポルトガル領であったゴアがインドに併合。
- チベット

1951年または1959年にチベットが中華人民共和国に併合。
- 南西アフリカ

1949年に南西アフリカが南アフリカに併合。国際的には承認されなかった。1968年に国際連合が同地域をナミビアと改称、1990年ナミビア独立。
- フィンランド

1947年にカレリア地方、ペッツァモ（現ペチェンガ）地方がソビエト連邦に併合。

### 戦間期から第二次世界大戦
- バルト三国

独ソ不可侵条約付属秘密協定に基づいたソビエト連邦の軍事圧力下において、1940年8月にエストニア・ラトビア・リトアニアにおいて親ソ左翼政権が樹立。ソビエト社会主義共和国としてソビエト連邦に加入。
- モルドバ

1940年6月、ルーマニアのベッサラビアと北ブコビナがソビエト連邦に併合。ベッサラビアの大部分はモルダビア・ソビエト社会主義共和国（現・モルドバ）となり北ブコビナとベッサラビアの黒海沿岸部はウクライナ・ソビエト社会主義共和国に組み込まれた。
- チェコスロヴァキア

1938年10月、ミュンヘン会談を受けチェコスロバキアのズデーテン地方がドイツに併合。
これに乗じてポーランドがチェシン地方に侵攻し、併合した。
その後1939年3月にドイツはチェコスロバキアを解体しベーメン・メーレン保護領およびスロバキア（被保護国）として勢力下に収める。詳細はチェコスロバキア併合を参照。
- オーストリア

1938年3月、オーストリアがドイツに併合。詳細はアンシュルスを参照。第二次世界大戦の後に分離。
- エチオピア

1936年5月、エチオピア帝国がイタリアに併合（ - 1941年）。

### 第一次大戦以前
- 大韓帝国

1910年8月、大韓帝国が日本に併合。詳細は韓国併合を参照。
- ハワイ

1898年8月、ハワイ共和国がアメリカ合衆国に併合。詳細はハワイ併合を参照。
- ビルマ

1886年1月、コンバウン王朝ビルマがインド帝国に併合（ - 1948年）。
- トンキン

1884年、フランスが保護領化。
- コーチシナ

1874年、フランスが直轄植民地化。
- テキサス

1845年、テキサス共和国がアメリカ合衆国に併合され、同時に26番目の州となる。詳細はテキサス併合を参照。
- 琉球王国

1879年3月、琉球王国が日本に併合。詳細は琉球処分を参照。
- 東蝦夷地

1799年、東蝦夷地（北海道太平洋岸および千島）が公儀御料（幕府直轄領、ただし仮上知）となる。詳細はアイヌの歴史を参照。